# Carlo Yvon
Carlo Yvon (* 29. April 1798 in Mailand; †  23. Dezember 1854 ebenda) war ein italienischer Komponist, Musikpädagoge und Oboen-Virtuose der Romantik.

## Leben
Yvon studierte Oboe am Mailänder Konservatorium. Er spielte als erster Oboist am Orchester des Teatro alla Scala und lehrte in seiner Heimatstadt. Mehrere Kompositionen entstanden, wie die Sonate für Englischhorn und Klavier.